# Michael Kempter
Michael Kempter (Schlieren, 12 gennaio 1995) è un calciatore svizzero naturalizzato filippino, difensore del Muangthong Utd e della nazionale filippina.

## Carriera

### Club
Ha giocato nella prima divisione svizzera.

### Nazionale
Ha giocato nelle nazionali giovanili svizzere Under-19 ed Under-20.
Il 7 giugno 2021 debutta con la nazionale filippina giocando da titolare l'incontro di qualificazione per i mondiali contro la Cina.

## Statistiche

### Cronologia presenze e reti in nazionale
| Cronologia completa delle presenze e delle reti in nazionale ― Filippine | Cronologia completa delle presenze e delle reti in nazionale ― Filippine | Cronologia completa delle presenze e delle reti in nazionale ― Filippine | Cronologia completa delle presenze e delle reti in nazionale ― Filippine | Cronologia completa delle presenze e delle reti in nazionale ― Filippine | Cronologia completa delle presenze e delle reti in nazionale ― Filippine | Cronologia completa delle presenze e delle reti in nazionale ― Filippine | Cronologia completa delle presenze e delle reti in nazionale ― Filippine |
| Data                                                                     | Città                                                                    | In casa                                                                  | Risultato                                                                | Ospiti                                                                   | Competizione                                                             | Reti                                                                     | Note                                                                     |
| ------------------------------------------------------------------------ | ------------------------------------------------------------------------ | ------------------------------------------------------------------------ | ------------------------------------------------------------------------ | ------------------------------------------------------------------------ | ------------------------------------------------------------------------ | ------------------------------------------------------------------------ | ------------------------------------------------------------------------ |
| 7-6-2021                                                                 | Sharja                                                                   | Cina                                                                     | 2 – 0                                                                    | Filippine                                                                | Qual. Mondiali 2022                                                      | -                                                                        | 21’                                                                      |
| 11-6-2021                                                                | Sharjah                                                                  | Filippine                                                                | 3 – 0                                                                    | Guam                                                                     | Qual. Mondiali 2022                                                      | -                                                                        |                                                                          |
| 15-6-2021                                                                | Sharjah                                                                  | Filippine                                                                | 1 – 1                                                                    | Maldive                                                                  | Qual. Mondiali 2022                                                      | -                                                                        |                                                                          |
| Totale                                                                   |                                                                          | Presenze                                                                 | 3                                                                        |                                                                          | Reti                                                                     | 0                                                                        |                                                                          |

## Palmarès

### Club

#### Competizioni nazionali
- Coppa Svizzera: 1

Zurigo: 2017-2018